# アメリカ大陸分水嶺

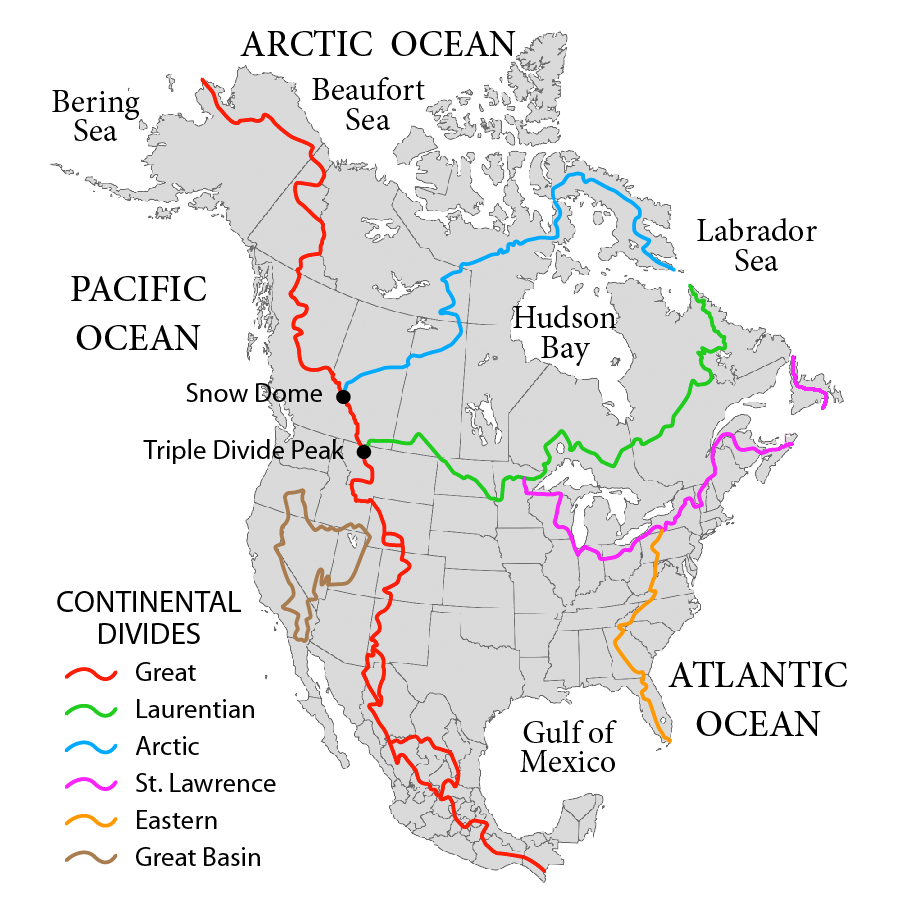
北アメリカの大陸分水嶺（赤線）および他の分水嶺を示す

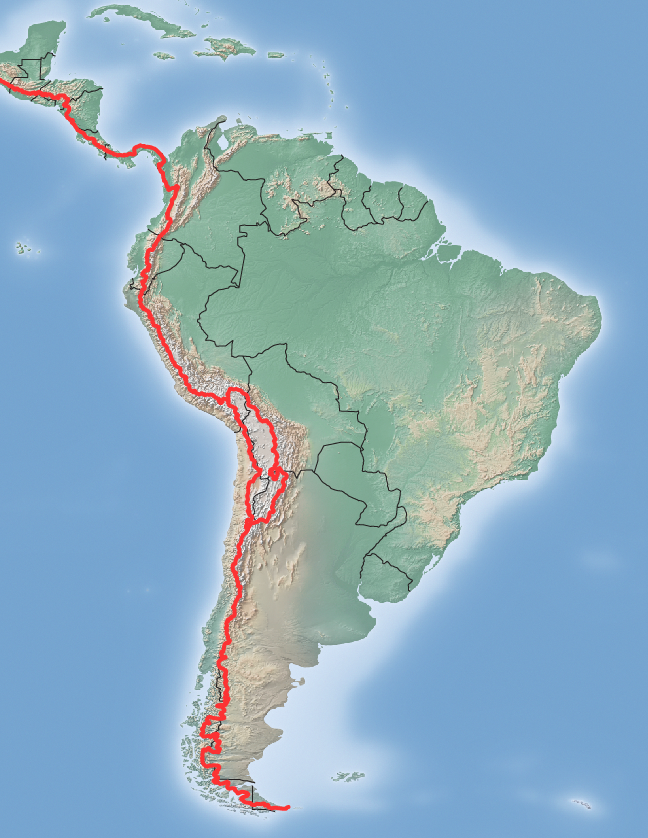
北アメリカおよび南アメリカの大陸分水嶺を示す

アメリカ大陸分水嶺（アメリカたいりくぶんすいれい、英語: The Continental Divide of the Americas、スペイン語: La divisoria continental de América）はアメリカ大陸分水界（ーぶんすいかい）とも呼ばれ、アメリカ大陸のおもに山岳地帯にある水文学上の境である分水嶺（分水界）のこと。この界はベーリング海峡に始まりマゼラン海峡まで達していて、水の流れを西の大西洋と東の大西洋へ（ただし北アメリカ北部では北極海とハドソン湾へ、北・中央アメリカではメキシコ湾、カリブ海へも含む）分ける働きをしている。
アメリカ大陸には他にも多くの水文学上の境はあるが、アメリカ大陸分水嶺はロッキー山脈とアンデス山脈の主要な峰々の線沿って続くので、アメリカ大陸での他の水文学上の境の中でも最も顕著になっている。

## 写真集

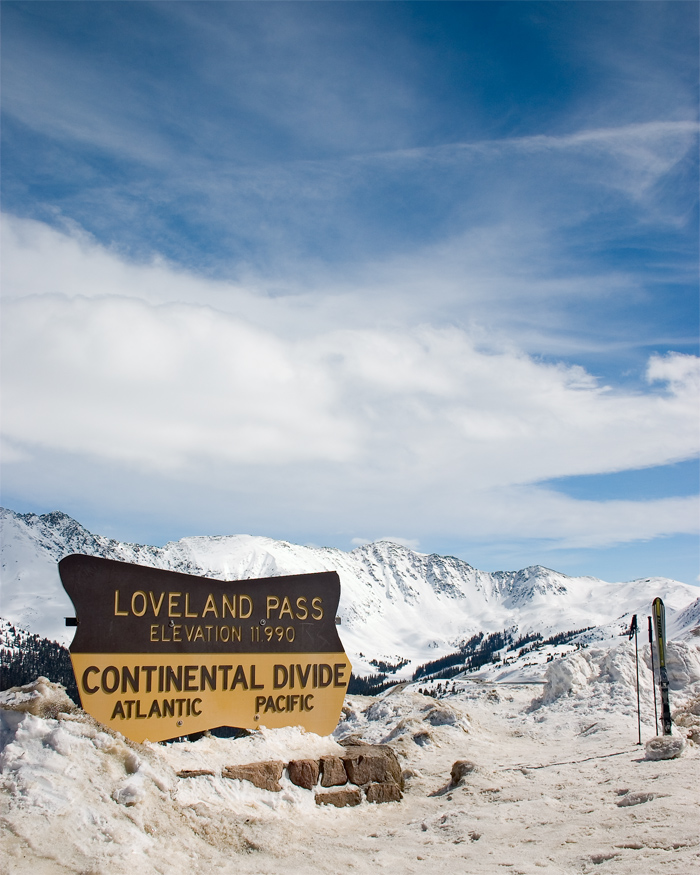
コロラド州ラブランド峠 (Loveland Pass) で